# Hugo Hovenkamp
Hugo Hermanus Hovenkamp (Groningen, 5 ottobre 1950) è un ex calciatore olandese.

## Palmarès

### Club

#### Competizioni nazionali
- Campionato olandese: 1

AZ: 1981